# Người nhân bản
Người nhân bản (tiếng Anh: Replicant) là một sinh vật giả tưởng được chế tạo bằng kỹ thuật sinh học xuất hiện trong phim điện ảnh Blade Runner (1982) và phần phim tiếp nối Tội phạm nhân bản 2049 (2017). Những người nhân bản thuộc các dòng Nexus có hình dáng bề ngoài tương tự như một người trưởng thành, tuy nhiên lại sở hữu sức mạnh, tốc độ, sự nhanh nhẹn, khả năng phục hồi và trí thông minh siêu đẳng hơn, trong đó mức độ vượt trội của các yếu tố nêu trên sẽ tùy thuộc vào độ tiến bộ của dòng Nexus. Một người nhân bản chỉ có thể được xác định qua bài kiểm tra giả tưởng Voight-Kampff, trong đó các phản ứng cảm xúc được kích thích và phản ứng phi ngôn ngữ của người nhân bản sẽ khác biệt so với con người. Một phiên bản khác của bài kiểm tra này được gọi là Baseline, được áp dụng cho nhân vật K trong Tội phạm nhân bản 2049 để phát hiện các tổn thương về mặt tâm lý hoặc tính thấu cảm, nếu kết quả là thất bại thì người nhân bản đó sẽ bị cho "về hưu".  Thương hiệu Blade Runner sử dụng thuật ngữ "về hưu" khi muốn nói tới việc giết một người nhân bản.
Người nhân bản dòng Nexus-6 (ví dụ: Roy Batty) sở hữu cơ chế an toàn, tức là có dòng đời chỉ bốn năm, nhằm mục đích ngăn cản chúng phát triển khả năng thấu cảm (và từ đó miễn nhiễm với bài kiểm tra). Dòng Nexus-7 (ví dụ: Rachael) là dòng người nhân bản thử nghiệm giới hạn của Tập đoàn Tyrell với khả năng tự tái sản xuất. Dòng Nexus-8 (ví dụ: Sapper Morton, Freysa), cũng do Tập đoàn Tyrell phát triển, có vòng đời như một người bình thường. Tuy nhiên, cuộc nổi loạn trong sự kiện "Biến loạn 2022" đã khiến Nexus-8 bị ngừng sản xuất. Những Nexus-8 còn sống cũng bị truy lùng và cho "về hưu." Người nhân bản dòng Nexus-9 (ví dụ: K) do Tập đoàn Wallace phát triển cũng có vòng đời hoàn chỉnh nhưng sở hữu tính tuân thủ cao hơn nên không có khả năng bất tuân lệnh con người, hoàn toàn trở thành những nô lệ.